# Vans

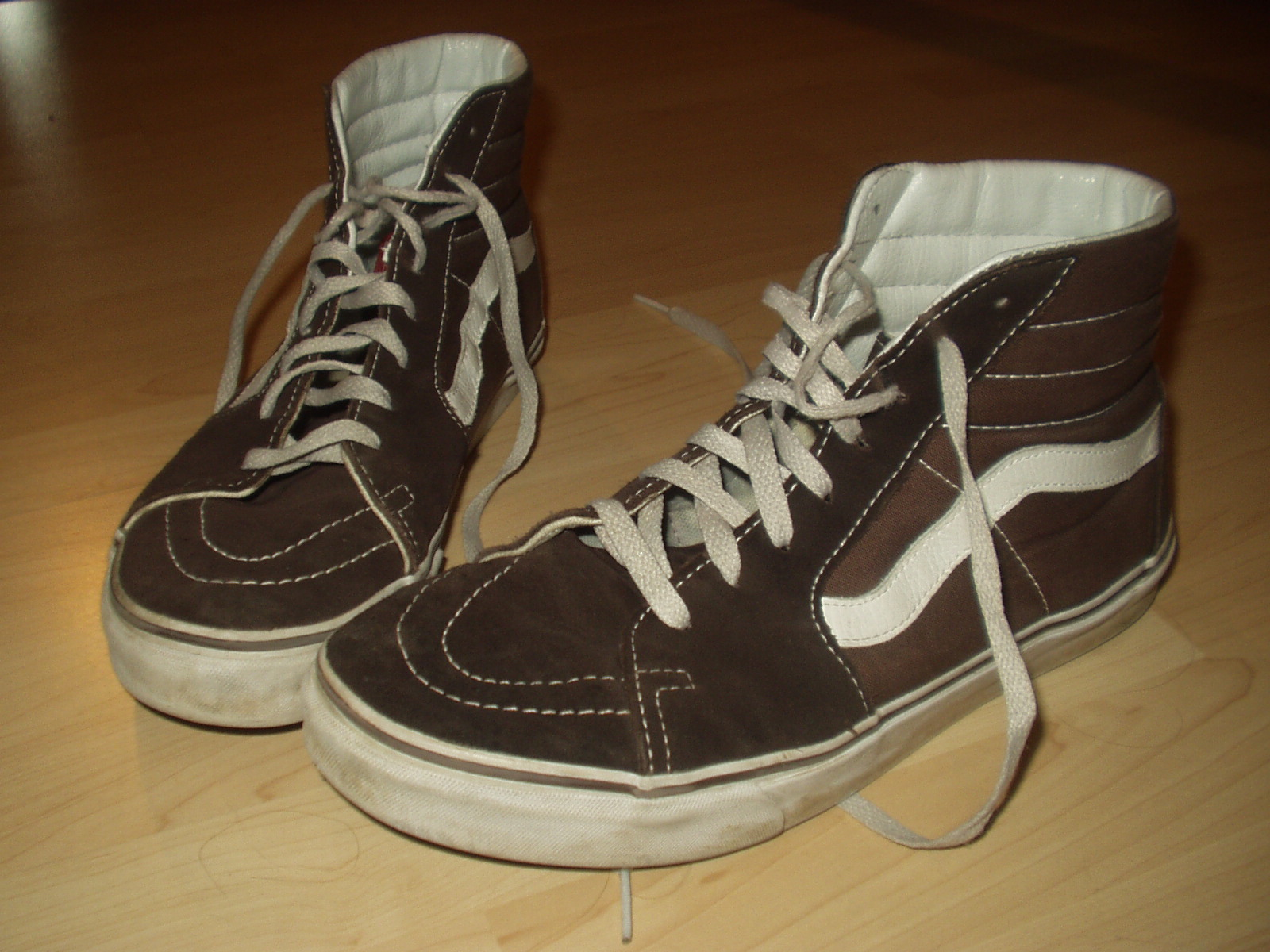
Een paar "klassieke" hoge sneakers van Vans

Vans is een Amerikaanse fabrikant van sneakers, BMX-, snowboard- en skateboard-schoenen en overige kleding, met als doelgroep het jeugdsegment van de skateboard-, snowboard- en surf-scenes. Ook maakt het kleding en accessoires gericht op diezelfde markt.
Het bedrijf werd in 1966 door Paul Van Doren, Gordon C. Lee, James Van Doren en Serge d'Elia opgericht als The Van Doren Rubber Company.  Het hoofdkantoor is gevestigd in Cypress, Californië.